# Episodi di Grace Under Fire (terza stagione)
La terza stagione della serie televisiva Grace Under Fire è stata trasmessa in anteprima negli Stati Uniti d'America dalla ABC tra il 13 settembre 1995 e il 15 maggio 1996.
| nº | Titolo originale                     | Titolo italiano | Prima TV USA      | Prima TV Italia |
| -- | ------------------------------------ | --------------- | ----------------- | --------------- |
| 1  | Great Eggspectations                 |                 | 13 settembre 1995 |                 |
| 2  | Movin' on Down                       |                 | 20 settembre 1995 |                 |
| 3  | Grace and Rick and the Dance of Doom |                 | 27 settembre 1995 |                 |
| 4  | The Breakup                          |                 | 4 ottobre 1995    |                 |
| 5  | Grace Under a Wig                    |                 | 18 ottobre 1995   |                 |
| 6  | Daycare                              |                 | 1º novembre 1995  |                 |
| 7  | Matthew Gets Busted                  |                 | 8 novembre 1995   |                 |
| 8  | Grace Really Under Fire              |                 | 15 novembre 1995  |                 |
| 9  | Thanks for Nothing                   |                 | 22 novembre 1995  |                 |
| 10 | Sleeping Together                    |                 | 29 novembre 1995  |                 |
| 11 | Emmet's Secret                       |                 | 6 dicembre 1995   |                 |
| 12 | Emmet, We Hardly Knew Ye             |                 | 20 dicembre 1995  |                 |
| 13 | Daddy's Girl                         |                 | 3 gennaio 1996    |                 |
| 14 | No Help Wanted                       |                 | 10 gennaio 1996   |                 |
| 15 | Good Neighbor Sam                    |                 | 24 gennaio 1996   |                 |
| 16 | Positively Hateful                   |                 | 7 febbraio 1996   |                 |
| 17 | Why Buy the Bull?                    |                 | 14 febbraio 1996  |                 |
| 18 | Love Thy Neighbor                    |                 | 21 febbraio 1996  |                 |
| 19 | Pregnant Pause                       |                 | 28 febbraio 1996  |                 |
| 20 | Broads for Broader Horizons          |                 | 13 marzo 1996     |                 |
| 21 | Head Games                           |                 | 20 marzo 1996     |                 |
| 22 | Mr. Mullens' Opus                    |                 | 3 aprile 1996     |                 |
| 23 | Take Me to Your Breeder              |                 | 1º maggio 1996    |                 |
| 24 | Guess Who's Not Coming to Lunch?     |                 | 8 maggio 1996     |                 |
| 25 | You Go Girl                          |                 | 15 maggio 1996    |                 |